# Kitti Thonglongya
Kitti Thonglongya (6 octobre 1928 - 12 février 1974) est un ornithologue et mammalogiste thaïlandais.

## Biographie
Il est surtout connu par sa description de deux espèces menacées de disparition :
- un passereau, le Pseudolangrayen d'Asie (Pseudochelidon sirintarae) en 1968,
- une espèce de chauves-souris, Latidens salimalii, en 1972.

## Hommage
L'espèce Craseonycteris thonglongyai, une minuscule chauve-souris, lui est dédiée.